# Deadpool (відеогра)
Deadpool (укр. Дедпул) — відеогра в жанрі бойовика про однойменного персонажа коміксів, виданих компанією Marvel Comics. Гра розроблена компанією High Moon Studios та видали її Activision. Сценаристом був призначений Деніел Уей, який займається коміксами про Дедпула з 2008 року. Нолан Норт, який раніше працював з Дедпулом, озвучив персонажа.
Відеогра вийшла 25 червня 2013 року на платформах PlayStation 3, Xbox 360 і Microsoft Windows.
17 листопада 2015 року вийшла на PlayStation 4 та Xbox One.

## Ігровий процес
Гра вийшла сумішшю жанрів екшин, hack and slash і шутера і третьої особи, де нові комбінації ударів відкриваються в міру розвитку навичок персонажа, у даному випадку для відкриття нових прийомів і навичок потрібно вбити певну кількість противників. Як і в коміксах — Дедпул часто розбиває четверту стіну та спілкується з гравцем безпосередньо під час ігрового процесу: він часто обговорює, як добре гравець грає ним, а також розповідає гравцю сюжетні дані.
Бойова система, за замовчуванням Дедпул озброєний парою пістолетів і мечами, але йому також доступний: гігантський молот, плазмова гармат і ще багато видів зброї. Гравцеві надана можливість міняти зброю і спорядження персонажа під час ігрового процесу. Дедпул може використовувати телепортацію для подолання коротких дистанцій. Персонаж має таку ж здатність регенерації, як і Росомаха, але іноді, за сюжетом, він буде розпадатися на клапті при отриманні серйозних пошкоджень.

## Сюжет
Дедпул, шибайголова та безсмертний найманець, хоче щоб про нього вийшла відеогра. Погрожуючи розробникам з High Moon Studios розправою, він добивається цього. Його першою роботою стає захоплення медіамагната Ченс Уайта, але містер Злидень разом з Арклайт і Вертиго викрадає його прямо на очах у Дедпула, після чого Злидень вбиває Ченса. Далі Дедпул спільно з Кабелем і Людьми Ікс (Росомаха, Роуг, Псайлок, Доміно) починають полювання на містера Злидня.

## Персонажі
- Дедпул — протагоніст гри
- Росомаха
- Псайлок
- Доміно
- Роуг
- Кабель
- Містер Злидень — головний антагоніст гри, ватажок Мародерів
- Арклайт — член Мародерів
- Вертиго — член Мародерів
- Блокбастер — член Мародерів
- Ченс Уайт
- Пітер Делла Пенна — директор High Moon Studios, яка розрабляла гру про Дедпула.
- Смерть[en]

## Розроблення та маркетинг
Вперше гра була анонсована на San Diego Comic-Con International у 2012 році. На анонсі продемонстрували тільки трейлер відеогри. Незабаром на офіційному сайті видавництва Marvel була опублікована стаття, яку написав сам Дедпул, де він підтверджує інформацію про розробку своєї власної гри й що для цього найняв компанію High Moon Studios.
GameSpot випустила новорічну рекламу гри, де Дедпул вітає людей зі святом і розповідає про старт передзамовлення гри, заявивши, що випуск планується на 2013 рік.
Пізніше, у прес-релізі, Пітер Делла Пенна казав, що Деніел Уей вже написав сценарій для гри, вносячи притаманний коміксам про Дедпула гумор.
Відеогра створена на базі рушія Unreal Engine 3, який також був використаний розробниками Transformers: War for Cybertron і Transformers: Fall of Cybertron.

## Випуск
Реліз відеогри відбувся 25 червня 2013 року. Версія для Microsoft Windows під'єднана до Steam з усіма досягненнями з інших платформ.

### Передзамовлення
Гра була доступна для передзамовлення в магазинах Amazon, EBGames. і GameStop. При попередні замовлення через Amazon можна було отримати кредит у вигляді 5$ або 3£, які можна було витратити на різні комікси компанії Marvel Comics, також ті хто замовив отримували цифрові шпалери. Всі хто зробив передзамовлення на GameStop і EBGames мали можливість завантажити два бонусні рівні, для режиму випробування, а також два додаткові костюми для персонажа.

## Відгуки та критика
На виставці Gamescom 2012 журналістам була показана рання демо-версія гри, яка отримала номінація «найкраще з показаного». Кілька вебсайтів, такі як Joystiq і GameSpot, написали позитивні відгуки про демо.

## Цікаві факти
- На рівні каналізація можна знайти піцу в яку забитий сай, це натяк на черепашок ніндзя, а саме на Рафаеля.
- Ігрове меню таке ж як у грі Postal 3.
- Якщо у квартирі Дедпула взяти телефон, то він подзвонить своєму голосу — Нолану Норту.
- Коли Дедпул готує на кухні млинці, він вимовляє фразу: «Люблю запах млинців вранці. Запах перемоги!». Це фраза підполковник Кілгор у фільмі «Апокаліпсис сьогодні».
- Підійшовши до книжкової шафи, Дедпул починає обурюватися, куди подівся його улюблений 98-й випуск Нових Мутантів з автографом. Саме в цьому коміксі в 1991 році вперше з'явився Дедпул.
- В одній з кімнат квартири Дедпула можна побачити оригінальний костюм Росомахи.
- Бігаючи по третьому розділі, у певний момент гра перетворюється в 8-бітну і нагадує відеогру «The Legend of Zelda». Пізніше гра набуває вигляду відеоігри «Prince of Persia».
- У каналізації можна знайти величезний старовинну ретро-скриню, всередині якої нічого немає, крім світла і сяйва. Герой стрибає в неї та отримує підсилювач здібностей Дедпула до телепортації. Це натяк на японські RPG-ігри. Ще персонаж згадує, що саме через це він і перестав грати в RPG-ігри.
- При гонитві на вагонетках грає звукова тема, яка дуже сильно нагадує тему з фільмів про Індіани Джонса.